# The spandrels of San Marco and the Panglossian paradigm
The spandrels of San Marco and the Panglossian paradigm: a critique of the adaptationist programme is een invloedrijk wetenschappelijk artikel over evolutiebiologie, geschreven door Stephen Jay Gould en Richard Lewontin en gepubliceerd in 1979. In het artikel vallen de auteurs het destijds heersende adaptationisme aan, dat ervan uitgaat dat succesvolle evolutionaire veranderingen altijd zinvolle aanpassingen aan de omgeving van een organisme zijn. In plaats van deze theorie gingen Gould en Lewontin ervan uit dat mutaties puur toevallig optreden; hieruit volgt dat genotypische veranderingen kunnen optreden die evolutionair voordeel noch nadeel bieden en dat deze door puur toeval kunnen blijven bestaan. In latere generaties kan het resulterende fenotype alsnog van nut blijken voor de overleving van de soort.

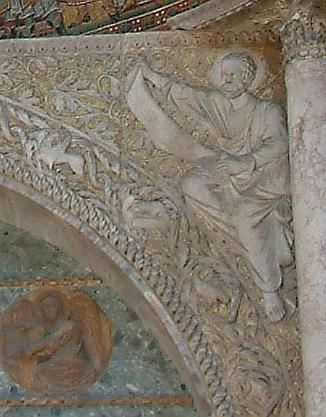
Ornamentale zwik in de San Marco

Dergelijke mutaties zonder selectief voordeel noemen Gould en Lewontin spandrels (zwikken): deze extra ruimtes die ontstaan door het gebruik van bogen in de bouw van kerken worden bijvoorbeeld in de San Marco te Venetië gebruikt voor prachtige ornamenten, maar zijn slechts een toevallig bijproduct van de architectuur.
In hun polemiek vergelijken de auteurs de adaptionisten met dr. Pangloss, een figuur in Voltaires verhaal Candide. Pangloss is een onverbeterlijke leibniziaanse optimist die elke tegenslag wegredeneert door de stelling dat deze wereld de beste van alle mogelijke werelden is. Evenzo, betogen Gould en Lewontin, hebben adaptionisten de neiging om onverklaarbare evolutionaire veranderingen op panglossiaanse wijze weg te redeneren door te stellen dat het alleen nog niet duidelijk is wat het selectieve voordeel van het nieuwe fenotype is.
De term spandrel is sindsdien ook door andere auteurs gebruikt om mutaties zonder ogenschijnlijke functie aan te duiden. De taalkundige Noam Chomsky heeft gesuggereerd dat het menselijk taalvermogen (de universele grammatica) wellicht voortkomt uit een als spandrel begonnen recursievermogen en dat het gebruik van taal als communicatiemiddel daar min of meer toevallig uit ontstaan is.
De antropoloog Pascal Boyer beschrijft godsdienstige voorstellingen bij de mens ook als spandrels.